# يوريدين أحادي الفوسفات منقوص الأكسجين
يوريدين أحادي الفوسفات منقوص الأكسجين أو حمض اليوريديليك منقوص الأكسجين (بالإنجليزية: Deoxyuridine monophosphate)‏ هو ريبونوكليوتيد منقوص الأكسجين  يتكون من قاعدة اليوراسيل مرتبطة بريبوز منقوص الأكسجين مرتبط بدوره بمجموعة فوسفات وهو نظير لليوريدين أحادي الفوسفات ولا يختلف عنه سوى في كون ذرة الكربون الثانية للريبوز تحمل ذرة هيدروجين بدل مجموعة هيدروكسيل. لا يدخل اليوريدين في تركيب الحمض النووي الصبغي.